# Chlorurus sordidus
Chlorurus sordidus es una especie de peces de la familia Scaridae en el orden de los Perciformes.

## Morfología
Los machos pueden llegar alcanzar los 40 cm de longitud total.

## Distribución geográfica
Se encuentra desde el mar Rojo hasta KwaZulu-Natal (Sudáfrica), las Hawái, las islas de la Línea, las islas Ryukyu y Nueva Gales del Sur (Australia ).